# Paradelphomyia newar
Paradelphomyia newar är en tvåvingeart som beskrevs av Alexander 1958. Paradelphomyia newar ingår i släktet Paradelphomyia och familjen småharkrankar.
Artens utbredningsområde är Nepal. Inga underarter finns listade i Catalogue of Life.